# Hans Rubner

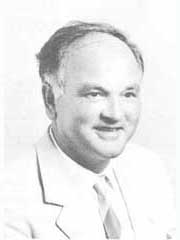
Hans Rubner

Hans Rubner (Kiens, 24 november 1932 - Bruneck, 18 december 2009) was een Italiaans politicus voor de Südtiroler Volkspartei (SVP).
Rubner studeerde economie aan de universiteit van Florence en in Wenen. Naast zijn beroep als leraar, was hij politiek actief bij de SVP, waarvan hij bestuurder en van 1963 tot 1966 secretaris was. Van 1966 tot 1973 was hij directeur van een school voor beroepsonderwijs in Bruneck.In 1973 werd Rubner verkozen tot lid van het parlement van Süd-Tirol. In deze periode was hij ook lid van de regionale regering van Süd-Tirol, bevoegd voor openbaar ambt, brandweer en civiele bescherming. Van 1987 tot 1994 was Rubner lid van de Italiaanse Senaat.